# Confolent-Port-Dieu
Confolent-Port-Dieu é uma comuna francesa na região administrativa da Nova Aquitânia, no departamento de Corrèze. Estende-se por uma área de 8,47 km². Em 2010 a comuna tinha 41 habitantes (densidade: 4,8 hab./km²).